# WR 22
WR 22 – gwiazda podwójna znajdująca się w gwiazdozbiorze Kila w odległości około 5000 lat świetlnych od Słońca. Gwiazda ta jest gwiazdą Wolfa-Rayeta. WR 22 jest położona na obrzeżach mgławicy Carina, w której też powstała.
WR 22 jest niezwykle gorącą i jasną gwiazdą odrzucającą w przestrzeń kosmiczną swoją atmosferę w tempie o wiele milionów razy większym niż Słońce. Jej masa wynosi co najmniej 70 mas Słońca. Pomimo dużej odległości od Słońca WR 22 w dobrych warunkach pogodowych jest widoczna gołym okiem.
Delikatne odcienie tła są skutkiem oddziaływania intensywnego promieniowania ultrafioletowego pochodzącego od gorących, masywnych gwiazd mgławicy Carina z olbrzymimi obłokami molekularnymi składającymi się głównie z wodoru, w których te gwiazdy powstały.